# Sędańsk
Sędańsk (Sedańsk, niem. Seedanzig) – wieś w Polsce położona w województwie warmińsko-mazurskim, w powiecie szczycieńskim, w gminie Szczytno.
Niewielka wieś leżąca przy północnym krańcu Jeziora Sędańskiego, ok. 3 km na południowy zachód od Szczytna. Dojazd wyłącznie drogą gruntową, przedłużeniem ul. Partyzantów. Tereny wokół wsi nieco podmokłe.
W latach 1975–1998 miejscowość położona była w województwie olsztyńskim.